# Choi Jin-sil
Choi Jin-sil (* 24. Dezember 1968 in Seoul; † 2. Oktober 2008 ebenda) war eine populäre südkoreanische Schauspielerin. 

## Leben
Seit Ende der 1980er Jahre wirkte sie in zahlreichen Kino- und Fernsehfilmen mit. In Südkorea wurde sie auch als „Schauspielerin der Nation“ bezeichnet. Choi wurde erhängt in ihrem Badezimmer aufgefunden. Die Polizei ging von Suizid aus. Im Anschluss begann eine landesweite Debatte zum Thema Cyber-Mobbing, da der Auslöser für den Suizid in persönlichen Angriffen über das Internet vermutet wurde. Choi Jin-sil hinterließ zwei Kinder.

## Filmografie
- 1990: The South Korean Army
- 1990: KokchiTtan
- 1990: My Love, My Bride
- 1991: You Know What? It's a Secret 2
- 1991: Susanne Brink
- 1992: Jealousy (TV-Serie)
- 1992: The Room in the Forest
- 1992: Mister Mama
- 1993: The Girl for Love and the One for Marriage
- 1994: Scent of Love (TV-Serie)
- 1994: How to Top My Wife
- 1994: I Wish for What Is Forbidden to Me
- 1995: Asphalt Man (TV-Serie)
- 1995: Mom Has a Lover
- 1995: Who Makes Me Crazy
- 1996: Ghost Mama
- 1997: Wish Upon a Star (TV-Serie)
- 1997: Beibi Seil
- 1997: You and I (TV-Serie)
- 1997: The Letter
- 1997: Holiday in Seoul
- 1998: Memories (TV-Serie)
- 1999: Roses and Bean Sprouts (TV-Serie)
- 1999: Mayonnaise
- 2000: The Legend of Gingko – Das Schwert des Himmels
- 2002: Since We Met (TV-Serie)
- 2004: War of the Roses (TV-Serie)
- 2007: Bad Woman, Good Woman (TV-Serie)
- 2008: The Last Scandal of My Life (TV-Serie)